# بن ليرنر
بن ليرنر (بالإنجليزية: Ben Lerner)‏ (4 فبراير 1979، توبيكا في الولايات المتحدة)؛ أستاذ جامعي، شاعر، كاتب وروائي أمريكي. درس في جامعة براون.

## الجوائز
- برنامج فولبرايت

## روابط خارجية
- بن ليرنر على موقع مونزينجر (الألمانية)